# Kulltorps landskommun
Kulltorps landskommun var en tidigare kommun i Jönköpings län.

## Administrativ historik
När 1862 års kommunalförordningar trädde i kraft den 1 januari 1863 inrättades i Sverige cirka 2 400 landskommuner samt 89 städer och ett mindre antal köpingar.
Då inrättades i Kulltorps socken i Västbo härad i Småland denna kommun. Vid kommunreformen 1952 upplöstes denna landskommun där en del överfördes till Gnosjö storkommun och en del till Bredaryds landskommun.
1971 ombildades den förstnämnda kommunen till Gnosjö kommun medan Bredaryds landskommun uppgick i Värnamo kommun.

## Politik

### Mandatfördelning i Kulltorps landskommun 1938-1946
| 2 | 15 | 3 |

| 20 |

| 3 | 3 | 3 | 9 | 2 |

| 20 |

| 4 | 1 | 3 | 9 | 3 |

| 20 |